# Mercedes Marcó del Pont
Mercedes Marcó del Pont (sinh ngày 28 tháng 8 năm 1957) là một nhà kinh tế và nhà lập pháp người Argentina được bổ nhiệm làm Chủ tịch Ngân hàng Trung ương Argentina vào ngày 3 tháng 2 năm 2010.

## Tiểu sử
Mercedes Marcó del Pont được sinh ra và lớn lên ở phía bắc của thủ đô Buenos Aires. Gia đình Marcó del Pont lần đầu tiên đến Argentina ngày 1785 từ Catalunya ngày nay và trở nên nổi tiếng trong thương mại. Bà quan tâm đến chính trị ở tuổi thiếu niên, và liên kết với Phong trào hội nhập và phát triển trung tâm (MID), một đảng có nền tảng tập trung vào hỗ trợ công nghiệp hóa thay thế nhập khẩu và đầu tư trực tiếp nước ngoài. Bà đăng ký học tại Đại học Buenos Aires và lấy bằng Kinh tế năm 1982. Bà gia nhập CLACSO, Hội đồng Khoa học Xã hội Mỹ Latinh, năm 1984, và là trợ lý giảng dạy tại Trường Kinh tế của trường cũ của bà, và dạy một khóa học chuyên ngành về kỷ luật cho các thành viên của Liên đoàn Công nhân Vệ sinh năm 1985. Bà được nhận làm ứng viên Thạc sĩ tại Trung tâm Tăng trưởng Kinh tế của Đại học Yale và lấy bằng sau đại học về Kinh tế Quốc tế và Phát triển vào năm 1987.
Trở về Argentina, bà là nhà nghiên cứu cao cấp của Quỹ Nghiên cứu Phát triển (FIDE), một nhóm chuyên gia tư duy được thành lập bởi Octavio Frigerio (con trai của cố lãnh đạo MID, Rogelio Julio Frigerio và anh họ của Marcó de Pont). Bà tham gia dịch vụ công vào năm 1989 với tư cách là cố vấn trưởng về chính sách công nghiệp hóa dầu cho Ban Thư ký Kế hoạch của Bộ Kinh tế, và sau sự ra đi của bà, được bổ nhiệm làm Giám đốc FIDE năm 1991. Bà đã phục vụ trong thập kỷ tiếp theo với tư cách là nhà tư vấn về các chính sách thống kê và khuyến khích đầu tư cho thành phố Buenos Aires, và cho các tỉnh của Buenos Aires và Misiones. Bà là tác giả của một số bài báo về tác động của toàn cầu hóa, về Kế hoạch Brady năm 1992 về giảm nợ nước ngoài, về Kế hoạch chuyển đổi để ổn định tỷ giá và trên thị trường lao động, trong số các chủ đề khác.
Marcó del Pont kết hôn với Jorge Cafferata, một nhà tâm thần học địa phương nổi tiếng và có ba đứa con. Giảng dạy tại Đại học Quốc gia Lomas de Zamora từ năm 1999 đến 2002, bà tham gia nhà kinh tế học phát triển Aldo Ferrer và các học giả khác của Đại học Buenos Aires ở Plan Fénix, nơi ủng hộ toàn cầu hóa cân bằng hơn. Marcó del Pont là cố vấn chính sách ngắn gọn cho Bộ trưởng Sản xuất Jose de Mendiguren (tháng 1 đến tháng 3 năm 2002), và là tác giả của một cuốn sách, Crisis y Reforma EEómica, năm 2004. Bà đã được bầu vào Hạ viện của Quốc hội về vé Mặt trận Chiến thắng (FPV) trong cuộc bầu cử giữa nhiệm kỳ năm 2005. Bà tán thành Bộ trưởng Giáo dục Daniel Filmus trong danh sách đảng FPV của quận liên bang để bầu cử vào Thượng viện năm 2007; tuy nhiên trong một năm biểu ngữ khác, FPV đã bị đánh bại trong cuộc đua đó.